# توشيو إيواتاني
توشيو إيواتاني (باليابانية: 岩谷 俊夫) (مواليد 24 أكتوبر 1925)، هو لاعب كرة قدم ياباني سابق كان يلعب كمهاجم. سبق له أن لعب مع منتخب اليابان.

## وصلات خارجية
- توشيو إيواتاني على موقع ناشيونال فوتبول تيمز (الإنجليزية)

- National Football Teams
- Japan National Football Team Database